# Wilhelm Berdrow
Wilhelm Berdrow (* 12. Februar 1867 in Stralsund; † 30. März 1954 in Malente-Timmdorf oder Timmendorf (Poel)) war ein deutscher Archivar und Firmenhistoriker.

## Leben und Wirken
Nach seinem Schulbesuch am Gymnasium in Stralsund, das er 1884 nach der Obersekunda verließ, absolvierte Wilhelm Berdrow ein Unternehmenspraktikum (1885/86) bei einer Eisengießerei und Maschinenbauunternehmen in Stralsund. Anschließend studierte er bis 1889 am Technikum (Ingenieurschule) in Hildburghausen. Bis 1892 hielt er sich in Berlin auf und begann dann mit journalistischer Arbeit für verschiedene Zeitungen und Zeitschriften. 1893 besuchte er die Weltausstellung in Chicago und berichtete darüber. Ab 1908 begann er als Mitarbeiter der Familie Krupp in historischen Fragen und wurde 1913 für das Werks- und Firmenarchiv eingestellt. 1932 trat er in den Ruhestand. Als Firmenarchivar machte er sich mit mehreren Veröffentlichungen zur Geschichte der Familie Krupp und ihres Unternehmens einen Namen.

## Schriften (Auswahl)
- Die Unternehmerkartelle und der Weg zum wirtschaftlichen Frieden. Meusser, Messer u.Co., Berlin 1898.
- (Bearb.): Buch der Erfindungen. 2. Aufl. Spamer, Leipzig 1907 (Reprint: VDI-Verlag, Düsseldorf 1985, ISBN 3-18-400675-1).
- Buch berühmter Kaufleute. Männer von Tatkraft und Unternehmungsgeist in ihrem Lebensgange geschildert. 2. Aufl. Spamer, Leipzig 1909 (Nachdruck: Reprint-Verlag, Leipzig 1997, ISBN 3-8262-0208-2).
- (Hrsg.): Friedrich Krupp, der Gründer der Gußstahlfabrik, in Briefen und Urkunden. Baedeker, Essen 1915.
- Die Familie von Bohlen und Halbach. Krupp, Essen 1921.
- Alfred Krupp. Zwei Bände. 2. Aufl. Hobbing, Berlin 1928.
- (Hrsg.): Alfred Krupps Briefe 1826–1887. Hobbing, Berlin 1928.
- Friedrich Krupp, der Erfinder und Gründer. Leben und Briefe. Hobbing, Berlin 1929.
- 75 Jahre Grusonwerk 1855–1930. Krupp Grusonwerk A.G., Magdeburg 1930.
- Alfred Krupp. In: Deutsches Museum / Abhandlungen und Berichte, Bd. 4,4 (1932), S. 86–130.
- 125 Jahre Krupp. In: Krupp. Zeitschrift der Kruppschen Betriebsgemeinschaft, N.F., Bd. 28 (1936), H. 4, S. 62–127.
- Alfred Krupp und sein Geschlecht. 150 Jahre Krupp-Geschichte, 1787–1937. Nach den Quellen der Familie und des Werks. Verl. f. Sozialpolitik, Wirtschaft und Statistik Schmidt, Berlin 1937 (spätere Ausgabe 1943).